# Jan Just Bos
Jan Justus „Jan-Just” Bos (ur. 28 lipca 1939 w Balikpapanie, zm. 24 marca 2003 w Oosterbeek) – holenderski wioślarz (sternik), brązowy medalista olimpijski.
Urodził się na terenie dzisiejszej Indonezji. 
Wystąpił na igrzyskach olimpijskich w Rzymie w 1960, odpadając w repasażach pierwszej rundy dwójek ze sternikiem. Na rozgrywanych cztery lata później igrzyskach olimpijskich w Tokio reprezentacja Holandii w składzie: Herman Rouwé, Erik Hartsuiker i Jan Just Bos (sternik) zdobyła brązowy medal w dwójkach ze sternikiem. W finale o 2,19 sekundy przegrali z osadą USA, a o 0,27 sekundy wyprzedzili ich Francuzi. 
Kształcił się na Uniwersytecie w Stellenbosch, następnie ukończył studia botaniczne na Wageningen University & Research i od 1968 pracował na tej uczelni. Specjalizował się we florze Afryki Subsaharyjskiej. W latach 80. był prowadzącym programu telewizyjnego Ja, natuurlijk.